# Majša
Majša ili Majiš (mađ. Majs, srp. Мајиш) je selo u južnoj Mađarskoj.
Zauzima površinu od 32,06 km četvornih.

## Zemljopisni položaj
Nalazi se na 45°54'33" sjeverne zemljopisne širine i 18°36'1" istočne zemljopisne dužine, jugozapadno od Mohača, nedaleko od granice s Republikom Hrvatskom. Veliki Narad je 4 km sjeverno, Šatorišće je 4,1 km sjeverno, a Udvar (Dvor) je 4,5 km istočno.

## Upravna organizacija
Upravno pripada Mohačkoj mikroregiji u Baranjskoj županiji. Poštanski broj je 7783.

## Stanovništvo
U Majši živi 1095 stanovnika (2002.). Među njima žive i pripadnici srpske manjine, koja je do Prvog svjetskog rata bila vrlo brojna u selu.

## Vanjske poveznice
- (mađ.) Majs Önkormányzatának honlapja
- Majša na fallingrain.com